# Безопасность дорожного движения

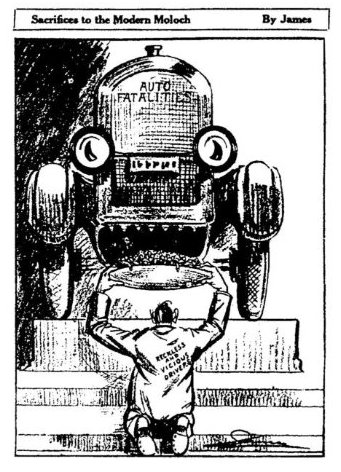
Жертвы современному Молоху, карикатура 1922 года, опубликованная в The New York Times.
На спине стоящего на коленях и приносящего жертвы человека написано: Неосторожные и агрессивные водители; на радиаторе автомобиля написано Жертвы автоаварий.

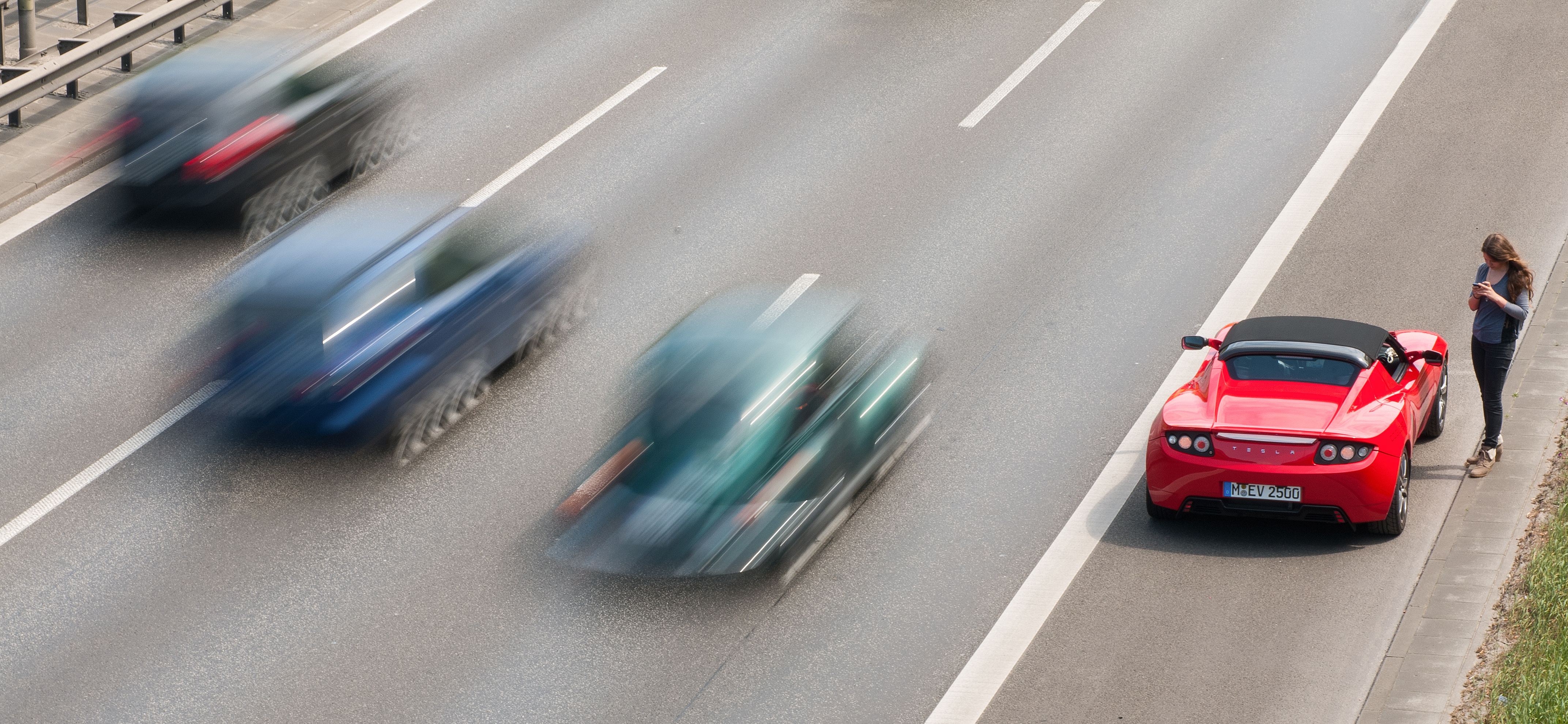

Безопасность дорожного движения — избежание дорожно-транспортных происшествий, снижение тяжести их последствий.
Безопасность дорожного движения по российскому законодательству — состояние данного процесса, отражающее степень защищённости его участников от дорожно-транспортных происшествий и их последствии.
Дорожно-транспортное происшествие (ДТП) — событие, возникшее в процессе движения по дороге транспортного средства и с его участием, при котором погибли или ранены люди, повреждены транспортные средства, сооружения, грузы, либо причинён иной материальный ущерб (говорят также о безрельсовом транспорте).
То есть исключаются, например, дорожные происшествия с участием только пешеходов (упал на дороге, сбит толпой и т. п.).
Дорожные происшествия являются самой опасной угрозой здоровью и жизни людей во всём мире.
Ущерб от дорожно-транспортных происшествий превышает ущерб от всех иных транспортных происшествий (самолётов, кораблей, поездов, и т.п.), вместе взятых. Дорожно-транспортные происшествия являются одной из важнейших мировых угроз здоровью и жизни людей.
Проблема усугубляется и тем, что пострадавшие в авариях — как правило, молодые и здоровые (до аварии) люди. По данным ВОЗ, смертность в результате дорожно-транспортных происшествий (ДТП) продолжает расти, составляя 1,35 миллиона случаев смерти в год .
В 2017 году на российских дорогах погибли 19'088 человек, что на 6 % меньше, чем в 2016-м
, и более 35'000 на дорогах США, что превысило показатели предыдущего года на 7,2 %
. Показатель социального риска в 2016 году в России составил 13,8 погибшего на 100 тыс. населения, в то время как среднее значение в Европейском союзе составило 5 погибших на 100 тыс. населения..
По статистическим оценкам, с начала XX века на дорогах США погибли в ДТП более трёх миллионов человек, что превышает все потери США (650 тыс.) во всех военных конфликтах (с 1774 года).
Дорожно-транспортные происшествия наносят экономике России и обществу в целом колоссальный социальный, материальный и демографический ущерб. В Российской Федерации с 2007 по 2016 год в дорожно-транспортных происшествиях погибло 271 тыс. человек, 2,5 млн. человек были ранены, пострадали 227 тыс. детей в возрасте до 16 лет, из них 9 тыс. получили травмы, несовместимые с жизнью. Треть погибших в авариях на автомобильных дорогах составляют люди наиболее активного трудоспособного возраста (26−40 лет). Около 20 % пострадавших становятся инвалидами.
Ежегодные экономические потери страны от дорожно-транспортных происшествий составляют около 2 % валового внутреннего продукта (ВВП) и сопоставимы в абсолютных показателях с валовым региональным продуктом таких субъектов Российской Федерации, как Краснодарский край или Республика Татарстан.
По данным статистики аварийности Госавтоинспекции по итогам 2018 года зафиксировано увеличение на 1,2 % (около 16,5 тыс. в абсолютных цифрах) по сравнению с 2017 годом числа автоаварий, совершённых с участием водителей, находившихся в момент аварии в состоянии опьянения. Также на 1,4 % увеличилось число раненых в таких ДТП (22,3 тыс. человек). Число погибших осталось на уровне предыдущего года и составило 4'645 человек. Практически в каждой восьмой дорожной аварии виновники находились или под воздействием алкоголя или затем отказались от медицинского освидетельствования.
За последние 10 лет на улицах и дорогах России погибли 86'498 пешеходов и ранены 629'183 пешехода.
При изучении дорожной безопасности выявляют факторы, влияющие на частоту и тяжесть ДТП. Не каждое ДТП является «неизбежной случайностью» — так, например, по статистике, около 5 % летальных ДТП являются выявленными самоубийствами, а некоторое (меньшее) количество ДТП являются убийствами. Также выявлено множество других факторов, влияющих на вероятность ДТП, ответственность за которые несут участники дорожного движения, поэтому в настоящее время практически не используется распространённая ранее формулировка «несчастный случай на дороге», «снимающая» ответственность с участников ДТП.

## Разновидности ущерба

### Смерть
Наиболее очевидный вид ущерба от ДТП — это гибель людей.
Определение смертности в ДТП может быть не однозначно и зависит от различных критериев. Так, например, в США, в системе анализа смертности от ДТП смертью от ДТП считается смерть участника дорожной аварии в 30-дневный период после аварии (в некоторых штатах — до года). В Европе системы регистрации и анализа смертности от ДТП также используют 30-дневный период после аварии. В России 30-дневный срок установлен с начала 2009 года (ранее погибшими в ДТП считались лишь лица, скончавшиеся в течение 7 суток с момента ДТП).
Среди других факторов, затрудняющих измерение смертности — ошибки и намеренное сокрытие результатов регистрирующими службами (как правило, полицейскими). Например, было установлено, что даже в достаточно благополучной и законопослушной Голландии, в период с 1996 по 2001 г. полиция не сообщила о 7 % смертей в случае аварий.

### Травмы
Очень сложно установить, сколько людей получили травмы в результате ДТП.
Выше показано, сколько сложностей может быть с определением смертности от ДТП, а определить и измерить количество и степень травм ещё сложнее.
Травмы, не требующие госпитализации, часто не учитываются вовсе, а проведённое в Нидерландах сравнение числа госпитализированных пострадавших по данным полиции и общенациональной регистрации сектора здравоохранения показало, что полицией учитываются только порядка 40 % пострадавших.

### Повреждение собственности
Учёт повреждений собственности ещё более неоднозначен, чем в случае травм.
Во многих случаях учитываются только случаи, ущерб от которых превышает некоторую (произвольно установленную) величину, и таким образом, число зарегистрированных случаев ущерба может изменяться во времени из-за экономических причин (например, инфляции, возрастания стоимости ремонта и т. п.).
Учёт ДТП, не приведших к травмам, затруднён также тем, что очень часто водители о таких случаях не сообщают, и не вызывают полицию на место происшествия.
Обычно этот показатель измеряется в денежном выражении, и получается различными оценками, построенными на базе отчётов страховых компаний.

## Меры обеспечения безопасности
Различают активные меры, которые должны предотвратить аварии, и пассивные меры, направленные на уменьшение последствий аварий.
К активным мерам относят:
- Разумное проектирование и расположение объектов дорожной сети.
- Изучение влияния конструкции дороги на вероятность аварии.
- Совершенствование организации движения.
- Правила дорожного движения.
- Контроль над соблюдением правил дорожного движения.
- Обязательное прохождение государственного техосмотра.

К пассивным мерам относят:
- Совершенствование технических средств, транспортных средств и средств индивидуальной защиты:

обустройство автомобиля наибо́льшим количеством подушек безопасности, использование ремней безопасности, подголовников и детских кресел; повышение жёсткости кузова, а также применение усиливающих элементов в передней, задней и боковых частях кузова.
- Использование приспособлений для защиты пешеходов.

### Влияние конструкции дороги на вероятность аварии и тяжесть последствий
На простейшей дороге с одной полосой движения в каждую сторону велика вероятность самых тяжёлых аварий вследствие лобовых столкновений при обгоне или выезда на встречную полосу по причине неисправности автомобиля или потери контроля со стороны водителя из-за нездоровья или засыпания. Однако следует заметить, что интенсивность дорожного движения на таких дорогах, как правило, невелика.
При наличии разделительной полосы достаточной ширины или разделительного (барьерного) ограждения лобовое столкновение исключается. Однако в случае с разделительным ограждением появляется вероятность столкновения автомобиля с этим ограждением, что в некоторых случаях приводит к не менее тяжёлым последствиям.
Конструкция дороги, исключающая появление людей или животных на проезжей части, резко снижает вероятность столкновений с ними. В первую очередь это касается автомобильных дорог I технической категории (автомагистралей), на которых исключены пешеходные переходы в одном уровне с проезжей частью.
Выделение дополнительных полос для остановки и стоянки автотранспорта, а также для подготовки к поворотам налево или направо снижает вероятность наезда на неподвижные или движущиеся с малой скоростью автомобили.
Оборудование перекрёстков светофорами снижает вероятность столкновения автомобилей пересекающихся направлений и упрощает переход проезжей части пешеходами.
Геометрия дороги также влияет на безопасность дорожного движения. Протяженные прямые участки загородных дорог из-за монотонности утомляют водителя или же водитель теряет ощущение скорости. Это приводит к нарушению скоростного режима и усиливает тяжесть последствий аварий.

### Правила дорожного движения
Правила дорожного движения подробно описывают условия безопасного движения. Много внимания уделяется ограничению скорости. Сказано о необходимости соблюдать необходимый интервал движения, но нормативно он не определён.

### Контроль соблюдения правил дорожного движения
Соблюдение ПДД является главным условием предотвращения ДТП. Обеспечение безопасности дорожного движения возложено на Госавтоинспекцию МВД России. Так, для контроля соблюдения скоростного режима могут использовать системы фото- и видеофиксации. Например, в зонах внедрения системы контроля средней скорости “Автодория” общее количество ДТП сократилось на 13 %, количество ДТП со смертельным исходом сократилось на 51 %.

## Стратегия безопасности дорожного движенияв Российской Федерации на 2018−2024 годы
Распоряжением Правительства Российской Федерации от 8 января 2018 г. № 1-р утверждена Стратегия безопасности дорожного движения в Российской Федерации на 2018−2024 годы.
Целями Стратегии является повышение безопасности дорожного движения, а также стремление к нулевой смертности в дорожно-транспортных происшествиях к 2030 году.

## Десятилетие действий по обеспечению безопасности дорожного движения
По решению ООН 2011-2020 года объявлены десятилетием действий по обеспечению безопасности дорожного движения.